# Drew Moor
Drew Moor (Dallas, 15 gennaio 1984) è un ex calciatore statunitense, di ruolo difensore.

## Statistiche

### Presenze e reti nei club
| Stagione               | Squadra                | Campionato             | Campionato | Campionato | Coppe nazionali | Coppe nazionali | Coppe nazionali | Coppe continentali | Coppe continentali | Coppe continentali | Altre coppe | Altre coppe | Altre coppe | Totale | Totale |
| Stagione               | Squadra                | Comp                   | Pres       | Reti       | Comp            | Pres            | Reti            | Comp               | Pres               | Reti               | Comp        | Pres        | Reti        | Pres   | Reti   |
| ---------------------- | ---------------------- | ---------------------- | ---------- | ---------- | --------------- | --------------- | --------------- | ------------------ | ------------------ | ------------------ | ----------- | ----------- | ----------- | ------ | ------ |
| 2005                   | Dallas                 | MLS                    | 20+1       | 0+0        | -               | -               | -               | -                  | -                  | -                  | -           | -           | -           | 20+1   | 0+0    |
| 2006                   | Dallas                 | MLS                    | 27+2       | 1+0        | -               | -               | -               | -                  | -                  | -                  | -           | -           | -           | 27+2   | 1+0    |
| 2007                   | Dallas                 | MLS                    | 28+2       | 2+0        | USOC            | 1               | 0               | -                  | -                  | -                  | -           | -           | -           | 29+2   | 2+0    |
| 2008                   | Dallas                 | MLS                    | 27         | 2          | USOC            | 2               | 0               | -                  | -                  | -                  | SLNA        | 2           | 0           | 31     | 2      |
| mar.-ago. 2009         | Dallas                 | MLS                    | 21         | 3          | -               | -               | -               | -                  | -                  | -                  | -           | -           | -           | 21     | 3      |
| Totale Dallas          | Totale Dallas          | Totale Dallas          | 123+5      | 8+0        |                 | 3               | 0               |                    |                    |                    |             | 2           | 0           | 128+5  | 8+0    |
| set.-ott. 2009         | Colorado Rapids        | MLS                    | 8          | 0          | -               | -               | -               | -                  | -                  | -                  | -           | -           | -           | 8      | 0      |
| 2010                   | Colorado Rapids        | MLS                    | 30+4       | 1+0        | -               | -               | -               | -                  | -                  | -                  | -           | -           | -           | 30+4   | 1+0    |
| 2011                   | Colorado Rapids        | MLS                    | 32+2       | 4+0        | -               | -               | -               | -                  | -                  | -                  | -           | -           | -           | 32+2   | 4+0    |
| 2012                   | Colorado Rapids        | MLS                    | 34         | 3          | -               | -               | -               | CCL                | 4                  | 0                  | -           | -           | -           | 38     | 3      |
| 2013                   | Colorado Rapids        | MLS                    | 32+1       | 3+0        | -               | -               | -               | -                  | -                  | -                  | -           | -           | -           | 32+1   | 3+0    |
| 2014                   | Colorado Rapids        | MLS                    | 23         | 2          | USOC            | 1               | 0               | -                  | -                  | -                  | -           | -           | -           | 24     | 2      |
| 2015                   | Colorado Rapids        | MLS                    | 22         | 1          | USOC            | 1               | 0               | -                  | -                  | -                  | -           | -           | -           | 23     | 1      |
| Totale Colorado Rapids | Totale Colorado Rapids | Totale Colorado Rapids | 181+7      | 14+0       |                 | 2               | 0               |                    | 4                  | 0                  |             |             |             | 187+7  | 14+0   |
| 2016                   | Toronto FC             | MLS                    | 32+6       | 3          | CC              | 3               | 0               | -                  | -                  | -                  | -           | -           | -           | 9      | 1      |
| 2017                   | Toronto FC             | MLS                    | 25+5       | 2          | CC              | 4               | 0               | -                  | -                  | -                  | -           | -           | -           | 34     | 2      |
| 2018                   | Toronto FC             | MLS                    | 8          | 0          | CC              | -               | -               | CCL                | 7                  | 0                  | -           | -           | -           | 15     | 0      |
| 2019                   | Toronto FC             | MLS                    | 13+1       | 0          | CC              | 3               | 1               | CCL                | 1                  | 0                  | -           | -           | -           | 18     | 1      |
| Totale Toronto FC      | Totale Toronto FC      | Totale Toronto FC      | 78+12      | 5          |                 | 10              | 1               |                    | 8                  | 0                  |             | -           | -           | 108    | 6      |
| Totale carriera        | Totale carriera        | Totale carriera        | 406        | 28         |                 | 15              | 1               |                    | 12                 | 0                  |             | 2           | 0           | 435    | 29     |

### Cronologia presenze e reti in nazionale
| Cronologia completa delle presenze e delle reti in nazionale ― Stati Uniti | Cronologia completa delle presenze e delle reti in nazionale ― Stati Uniti | Cronologia completa delle presenze e delle reti in nazionale ― Stati Uniti | Cronologia completa delle presenze e delle reti in nazionale ― Stati Uniti | Cronologia completa delle presenze e delle reti in nazionale ― Stati Uniti | Cronologia completa delle presenze e delle reti in nazionale ― Stati Uniti | Cronologia completa delle presenze e delle reti in nazionale ― Stati Uniti | Cronologia completa delle presenze e delle reti in nazionale ― Stati Uniti |
| Data                                                                       | Città                                                                      | In casa                                                                    | Risultato                                                                  | Ospiti                                                                     | Competizione                                                               | Reti                                                                       | Note                                                                       |
| -------------------------------------------------------------------------- | -------------------------------------------------------------------------- | -------------------------------------------------------------------------- | -------------------------------------------------------------------------- | -------------------------------------------------------------------------- | -------------------------------------------------------------------------- | -------------------------------------------------------------------------- | -------------------------------------------------------------------------- |
| 2-7-2007                                                                   | Barinas                                                                    | Stati Uniti                                                                | 1 – 3                                                                      | Paraguay                                                                   | Coppa America 2007 - 1º turno                                              | -                                                                          |                                                                            |
| 5-7-2007                                                                   | Barquisimeto                                                               | Colombia                                                                   | 1 – 0                                                                      | Stati Uniti                                                                | Coppa America 2007 - 1º turno                                              | -                                                                          | 2’                                                                         |
| 20-1-2008                                                                  | Los Angeles                                                                | Stati Uniti                                                                | 2 – 0                                                                      | Svezia                                                                     | Amichevole                                                                 | -                                                                          | 46’                                                                        |
| 6-2-2008                                                                   | East Rutherford                                                            | Stati Uniti                                                                | 2 – 2                                                                      | Messico                                                                    | Amichevole                                                                 | -                                                                          |                                                                            |
| 22-6-2008                                                                  | Bridgetown                                                                 | Barbados                                                                   | 0 – 1                                                                      | Stati Uniti                                                                | Qual. Mondiali 2010                                                        | -                                                                          |                                                                            |
| Totale                                                                     |                                                                            | Presenze                                                                   | 5                                                                          |                                                                            | Reti                                                                       | 0                                                                          |                                                                            |

## Palmarès

### Club

#### Competizioni nazionali
- Campionato MLS: 2

Colorado Rapids: 2010
Toronto FC: 2017
- Canadian Championship: 2

Toronto FC: 2016, 2017
- MLS Supporters' Shield: 1

Toronto FC: 2017